# Мад (фильм)
«Мад» (англ. Mud) — кинофильм режиссёра Джеффа Николса, вышедший на экраны в 2012 году. Лента принимала участие в конкурсной программе Каннского кинофестиваля.

## Сюжет
14-летний Эллис живёт с родителями в плавучем доме на берегу Миссисипи, помогает отцу ловить и продавать рыбу, а в свободное время вместе с другом Некбоуном исследует берега великой реки. Однажды они обнаруживают на одном из островов лодку, застрявшую в ветвях дерева после недавнего крупного наводнения. Желание подростков сделать лодку своим тайным убежищем наталкивается на тот факт, что в ней уже кто-то поселился. Вскоре они встречают этого загадочного человека: им оказывается некто по имени Мад, утверждающий, что убил в Техасе одного человека и теперь скрывается от банды охотников за головами. Преступление он совершил из-за девушки по имени Джунипер, с которой он надеется встретиться в скором времени. Чтобы скрыться от преследователей вместе с возлюбленной, Маду необходимо отремонтировать лодку. Эллис и Некбоун, несмотря на опасности, которые им грозят, соглашаются помочь новому знакомому...

## В ролях
- Мэттью Макконахи — Мад
- Тай Шеридан — Эллис
- Джейкоб Лофленд — Некбоун
- Сэм Шепард — Том Блэнкеншип
- Риз Уизерспун — Джунипер
- Рэй Маккиннон — Сеньор, отец Эллиса
- Сара Полсон — Мэри Ли, мать Эллиса
- Майкл Шеннон — Гален, дядя Некбоуна
- Джо Дон Бейкер — Король
- Пол Спаркс — Карвер
- Стюарт Грир — Миллер

## Восприятие
Фильм получил высокие оценки критиков. На сайте Rotten Tomatoes фильм имеет рейтинг 97 % на основе 179 рецензий. На сайте Metacritic фильм имеет оценку 76 из 100 баллов на основе рецензий 35 критиков.
Национальный совет кинокритиков США включил «Мад» в топ 10 независимых фильмов 2013 года.

## Награды и номинации
- 2014 — номинация на премию «Выбор критиков» лучшему молодому актёру или актрисе (Тай Шеридан)
- 2014 — премия «Независимый дух»  имени Роберта Олтмена (Джефф Николс, Франсин Мейслер, Джо Дон Бейкер, Джейкоб Лофленд, Мэттью Макконахи, Рэй Маккиннон, Сара Полсон, Майкл Шеннон, Сэм Шепард, Тай Шеридан, Пол Спаркс, Бонни Стардивант, Риз Уизерспун), а также номинация за лучшую режиссёрскую работу (Джефф Николс)
- 2013 — попадание в десятку лучших независимых фильмов года по версии Национального совета кинокритиков США
- 2012 — номинация на Золотую пальмовую ветвь Каннского кинофестиваля (Джефф Николс)